# 東龍太郎 (歌手)
東 龍太郎（あずま りゅうたろう、1979年6月30日 - ）は、日本のシンガーソングライターである。
神奈川県横浜市出身。2001年TBS系「CDTV」の「CDTVアーティストオーディション2001」にてグランプリを獲得。2002年ユニバーサルJよりデビュー。アルバム発売後の活動は不明。

## ディスコグラフィー

### シングル
1. OVER（2002年7月24日）
  1. OVER[5:58]（作詞・作曲：東龍太郎／編曲：西平彰）
    - TBS系
      - 『COUNT DOWN TV』2002年7月度エンディングテーマ
      - 『CDTV-Neo』2002年8・9月度エンディングテーマ
      - 『ワンダフル』2002年9月度エンディングテーマ
      - 『世界ウルルン滞在記』2002年10月 - 2003年1月度エンディングテーマ

  2. 弱賛成[3:54]（作詞・作曲：東龍太郎／編曲：西平彰）
  3. ある日の出来事[4:27]（作詞・作曲：東龍太郎／編曲：西平彰）
  4. OVER(Instrumental)[5:59]
2. 止まらぬ想い（2003年5月14日）オリコン199位
  1. 止まらぬ想い[4:00]（作詞・作曲：東龍太郎／編曲：西平彰）
    - TBS系『COUNT DOWN TV』2003年5月度エンディングテーマ

  2. カナリア[6:27]（作詞・作曲：東龍太郎／編曲：西平彰）
  3. 止まらぬ想い(Instrumental)[3:59]
3. 光の中へ（2003年10月1日）
  1. 光の中へ[4:31]（作詞・作曲：東龍太郎／編曲：高野康弘[1]）
  2. 懐中時計[4:20]（作詞・作曲：東龍太郎／編曲：高野康弘）
  3. 光の中へ(Instrumental)[4:28]

### アルバム
1. First Stroke（2003年10月29日）
  1. 心の窓[4:45]（作詞・作曲：東龍太郎／編曲：高野康弘）
  2. 光の中へ[4:27]（作詞・作曲：東龍太郎／編曲：高野康弘）
  3. もっとそばに…[5:02]（作詞・作曲：東龍太郎／編曲：西平彰）
  4. 止まらぬ想い[3:58]（作詞・作曲：東龍太郎／編曲：西平彰）
  5. サボタージュ[5:38]（作詞・作曲：東龍太郎／編曲：西平彰）
  6. カナリア(Director's Cut)[5:55]（作詞・作曲：東龍太郎／編曲：西平彰）
  7. 辞世の句[5:20]（作詞・作曲：東龍太郎／編曲：高野康弘）
  8. Hi Touch![5:08]（作詞・作曲：東龍太郎／編曲：西平彰）
  9. OVER[5:58]（作詞・作曲：東龍太郎／編曲：高野康弘）
  10. 並木通り[5:34]（作詞・作曲：東龍太郎／編曲：高野康弘）

### 参加作品
1. 世界ウルルン滞在記 テーマソングス（2005年3月30日）
13.OVER